# Christine Winterbourn

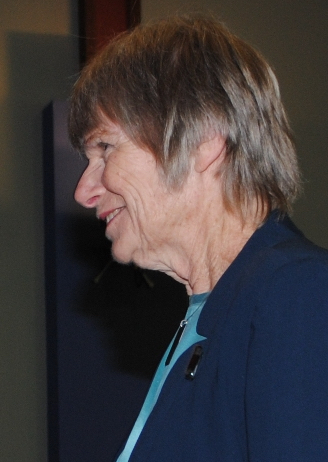
Christine Winterbourn, nach ihrer Ernennung zum CNZM für Verdienste um die Wissenschaft, am 29. August 2012.

Christine Coe Winterbourn, CNZM (* 1942) ist eine neuseeländische Biochemikerin und Hochschullehrerin. Sie ist Professorin an der University of Otago in Christchurch und Direktorin der Free Radical Research Group in der Pathologieabteilung der University of Otago. Sie war eine der ersten Wissenschaftlerinnen, die nachweisen konnte, dass menschliche Zellen freie Radikale produzieren, die den Körper angreifen können. Sie erhielt 2011 als erste Frau die Rutherford Medaille, die die höchste Auszeichnung in Neuseeland für Wissenschaft und Technologie seit ihrer Gründung 1991 ist.

## Leben und Werk
Winterbourn studierte Chemie an der University of Auckland und promovierte 1968 in Biochemie an der Massey University mit der Dissertation: Lipid metabolism of mammalian erythrocytes with special reference to cellular aging. Sie forschte als Postdoktorandin an der University of British Columbia in Kanada, bevor sie an die Pathologieabteilung der University of Otago in Christchurch zurückkehrte, wo sie einen Lehrstuhl bekam.
In den frühen 1970er Jahren forschte Winterbourn erstmals bei Robin Carrell in der Abteilung für klinische Biochemie des Christchurch Hospital. Danach wechselten beide an die neu eröffnete Christchurch Clinical School und Ende der Anfang der 80er Jahre richtete Winterbourn ihr eigenes Labor ein, das 1990 als Free Radical Research Group bekannt wurde. 2012 gründete sie mit drei früheren Doktoranden ein neues Zentrum für Forschung zu freien Radikalen. 2023 erhielt das Zentrum auf einem eintägigen Symposium und einer Feier zur Auszeichnung der University of Otago Research Group of the Year einen neuen Namen: Mātai Hāora – Center for Redox Biology and Medicine.

## Forschung
Winterbourns Forschungsschwerpunkt liegt auf dem Verständnis der Mechanismen der reaktiven Oxidationsmittelproduktion, der Biochemie biologischer Schäden und den Folgen für die Krankheitspathologie. Ihre Forschung umfasst Mechanismen der antioxidativen Abwehr, das Verständnis, wie weiße Blutkörperchen Bakterien abtöten, und die Beteiligung freier Radikale an Herz-Kreislauf- und Atemwegserkrankungen.
Sie wies nach, dass menschliche Zellen im Rahmen ihrer normalen Funktion freie Radikale produzieren. Anschließend charakterisierte sie einige der chemischen Reaktionen freier Radikale, von denen man heute weiß, dass sie bei Krankheiten wie Krebs, Schlaganfall, koronarer Herzkrankheit und Arthritis auftreten.
Sie ist Herausgeberin des Biochemical Journal und Mitglied der Redaktion von Free Radical Biology and Medicine. Sie war Mitglied des Marsden Fund Council und des Health Research Council. Sie veröffentlichte mehr als 260 wissenschaftliche Artikel, die meisten davon in internationalen Fachzeitschriften. Neben der Veröffentlichung von Artikeln über ihre Forschung ist Winterbourn auch für die Veröffentlichung vieler wissenschaftlicher Methoden bekannt, die heute von Forschern häufig verwendet werden.
Am 27. Juli 2023 betrug ihr h-Index 111.

## Ehrungen (Auswahl)
- 1988: Fellow der Royal Society Te Apārangi [3]
- 1997: Officer des New Zealand Order of Merit[4]
- 2011: Rutherford-Medaille[5][6]
- 2012: Companion des New Zealand Order of Merit (CNZM)[7]
- 2017: 150 Women in 150 Words der Royal Society Te Apārangi
- Medal der NZ Association of Scientists
- Massey University 75th Anniversary Medal
- Society for Free Radical Research (Australasia) Distinguished Service Award
- University of Otago Distinguished Research Medal
- Trevor Slater Award
- Marsden-Medaille der NZ Association of Scientists, Massey University[8]

## Veröffentlichungen (Auswahl)
- mit A. Peskin, T.  Kleffmann, R. Radi, P. E. Pace: Carbon dioxide/bicarbonate is required for sensitive inactivation of mammalian glyceraldehyde-3-phosphate dehydrogenase by hydrogen peroxide. PNAS , 120 (18), 2023, e2221047120. Doi: 10.1073/pnas.2221047120
- mit P. Nagy: Redox chemistry of biological thiols. In: J. C. Fishbein (Ed.), Advances in molecular toxicology (Vol. 4), S. 223–266). Amsterdam, The Netherlands: Elsevier, 2010.